# Wiatrak, Warmińsko-Mazurskie
Wiatrak [ˈvʲatrak] (tiếng Đức: Schreibershöfchen)  là một ngôi làng thuộc khu hành chính của Gmina Bartoszyce, thuộc huyện Bartoszycki, Warmińsko-Mazurskie, ở phía bắc Ba Lan, gần biên giới với tỉnh Kaliningrad của Nga.